# باب برد
باب برد هي قرية جبلية مغربية شمال المملكة.وهي مركز حضاري. تنتمي باب برد لإقليم شفشاون. تضم هذه الجماعة القروية 23.239 نسمة والمركز يضم 5.043 نسمة فقط (إحصاء 2004). وتعتبر مركز قبائل غمارة.